# Conrad Anker
Conrad Anker (California, 27 novembre 1962) è un alpinista e scrittore statunitense.
È stato il caposquadra della squadra di arrampicata di The North Face per 26 anni fino al 2018. Nel 1999, ha localizzato il corpo di George Mallory sull'Everest come membro di una squadra di ricerca dei resti dello scalatore britannico. Anker ha subito un infarto nel 2016 durante una tentata salita del Lunag Ri con David Lama. Trasportato in aeroambulanza a Kathmandu,  è stato sottoposto ad angioplastica coronarica emergente con uno stent posizionato nella sua arteria discendente anteriore sinistra prossimale. Si è ritirato quindi dall'alpinismo d'alta quota, ma per il resto continua il suo lavoro. Vive a Bozeman, nel Montana.

## Scalate e spedizioni
- 1987 Parete sudest del Gurney Peak, Monti Kichatna, Catena montuosa dell'Alaska, Alaska, Stati Uniti. Prima salita (First Ascent) con Seth 'ST' Shaw, Robert Ingle e James Garrett; vertice raggiunto l'8 maggio 1987.[6]
- 1989 Parete nordovest del Monte Hunter, Catena montuosa dell'Alaska, Alaska, USA. Prima salita con Seth 'ST' Shaw, vetta raggiunto il 3 luglio 1989.[7]
- 1990 Rodeo Queen, Streaked Wall, Zion National Park, Utah, USA. Prima salita con Tazze Moncone.[8]
- 1992 East Buttress, Middle Triple Peak, Kichatna Spires, Alaska, USA, Seconda salita con Seth Shaw.[9]
- 1992 Shunes contrafforte, Red Arch Mountain, Zion National Park. FFA con Dave Jones.[10]
- 1994 Badlands (YDS VI 5.10 A3 WI4+, 1000m), parete sud-est, Torre Egger, Patagonia. Conrad Anker, Jay Smith e Steve Gerberding (USA), FA 12 dicembre 1994.[11]
- 1997 Parete nordovest (V 5.8, 2100 m), Peak Loretan, Monti Ellsworth, Antartide (in solitaria) 15-16 gennaio 1997.[12]
- 1997 Rakekniven Peak, Terra della Regina Maud, Antartide, Prima ascesa con Alex Lowe e Jon Krakauer. Presentato nell'articolo di copertina del National Geographic Magazine del febbraio 1998.[13]
- 1997 Tsering Mosong, Latok II, Karakorum, Pakistan, FA con Alexander Huber, Thomas Huber e Toni Gutsch.[14]
- 1997 Continental Drift, El Capitan, Yosemite, CA, USA. FA con Steve Gerberding e Kevin Thaw.[15]
- 1999 Mallory e Irvine Research Expedition, Monte Everest, Nepal / Tibet.
- 1999 Shishapangma American Ski Expedition, Tibet. Sopravvissuto a un'enorme valanga che ha ucciso il compagno di arrampicata Alex Lowe e il cameraman David Bridges.
- 2001 Parete est del massiccio del Vinson, Monti Ellsworth, Antartide. Prima salita con Jon Krakauer. Presentato sulla serie PBS NOVA nel febbraio 2003.
- 2002 Spedizione del National Geographic per fare una traversata senza supporto del remoto altopiano di Qiangtang in Tibet con Galen Rowell, Rick Ridgeway e Jimmy Chin. La spedizione è stata descritta nel numero di aprile 2003 del National Geographic e documentata nel libro di Rick Ridgeway The Big Open.[16]
- 2005 Southwest Ridge, Cholatse, regione del Khumbu, Nepal - vertice raggiunto con Kevin Thaw, John Griber, Kris Erickson e Abby Watkins il 12 maggio 2005.[17]
- 2007 conduce la spedizione Altitude Everest 2007, insieme a Leo Houlding, Jimmy Chin e Kevin Thaw, ripercorrendo gli ultimi passi di Mallory sull'Everest. 2° vertice. Prima arrampicata in libera documentata del Secondo Gradino.
- 2011 Pinna di squalo, Meru Peak, FA con Jimmy Chin e Renan Ozturk.[18]
- 2012 Guida "Everest Education Expedition" con National Geographic, The North Face, Montana State University e Mayo Clinic - 3° vertice, questa volta senza ossigeno. Con Cory Richards, Sam Elias, Kris Erickson, Emily Harrington, Philip Henderson, Mark Jenkins, David Lageson Ph.D, Hilaree O'Neill. Mayo Team - Dr. Bruce Johnson, Landon Bassett, Derek Campbell, Amine Issa. Supporto al campo base Andy Bardon, Travis Courthouts, Anjin Herndon, Max Lowe.[19]

Anker ha anche scalato vie importanti nella Yosemite Valley (California ), nello Zion National Park (Utah), nell'isola di Baffin (in Canada ) e nelle montagne di Ellsworth in Antartide.

## Scritti
- (EN) Conrad Anker, Gumbies on Gurney, in American Alpine Journal, vol. 30, n. 62, American Alpine Club, 1988,  pp. 69-75, ISBN 0-930410-33-5.
- (EN) Conrad Anker, Hunter's Northwest Face, in American Alpine Journal, vol. 42, n. 64, American Alpine Club, 1990,  pp. 36-38, ISBN 0-930410-43-2.
- (EN) Conrad Anker, With You in Spirit, in American Alpine Journal, vol. 40, n. 72, American Alpine Club, 1998,  pp. 140-145, ISBN 0-930410-78-5.
- (EN) Conrad Anker e David Roberts, The Lost Explorer: Finding Mallory on Mt. Everest, New York, NY, USA, Simon and Schuster / Touchstone, 2001  [1999], ISBN 0-684-87151-3.

## Film
- L'avventura in Antartide di Shackleton (2001)
- Luce dell'Himalaya (2006). Nel cuore della catena montuosa più formidabile del pianeta vivono persone che soffrono dei più alti tassi di cecità da cataratta del pianeta. Gli atleti di The North Face si uniscono ai chirurghi oculistici del Nepal e dell'America nella speranza di fare la differenza. Il film segue il lavoro dei medici sull'Himalayan Cataract Project fino alla vetta di un gigante himalayano di 8000 metri.
- Il nodo infinito (2007). Diretto da Michael Brown e prodotto da David D'Angelo, un film documentario HDTV con Rush HD e The North Face. Nell'ottobre 1999, Alex Lowe e Conrad Anker furono sepolti da una valanga nell'Himalaya tibetano. Anker sopravvisse a malapena alla valanga, ma fu sopraffatto dal senso di colpa del sopravvissuto. Nei mesi successivi alla tragedia, ha lavorato per confortare la vedova di Lowe, e alla fine hanno trovato inaspettatamente l'amore.
- The Wildest Dream (2010), IMAX, diretto da Anthony Geffen, Altitude Films, distribuzione National Geographic Entertainment. Docufilm su George Mallory.
- <i id="mwsw">Meru</i>, un film documentario del 2015 sull'arrampicata sulla via della pinna di squalo di Meru Central.
- National Parks Adventure (2016), un cortometraggio/documentario IMAX di MacGillivray Freeman sul National Park Service.
- Lunag Ri (2016), un film documentario di Joachim Hellinger sulla tentata salita del Lunag Ri di Conrad Anker e David Lama.
- Black Ice (2020),  presentato in anteprima al quindicesimo Reel Rock festival, presenta un gruppo di aspiranti scalatori di ghiaccio che viaggiano dalla palestra di Memphis Rox alle terre selvagge ghiacciate del Montana, dove i mentori Manoah Ainuu, Conrad Anker e Fred Campbell condividono il loro amore per avventura invernale in montagna.

## Premi
- 2010 - Premio David A Brower - Club Alpino Americano[20]
- 2015 - Premio George Mallory - Wasatch Mountain Film Festival[21]
- 2016 - Golden Pitons: Alla carriera - Rivista <i id="mwzg">di arrampicata</i>[22]
- 2017 - Laurea Honoris Causa presso l'Università dello Utah[23]
- 2018 - Premio Jack Roberts alla carriera - Cody, WY Ice Festival[24][25]